# Unserer Lieben Frau (Lautern)

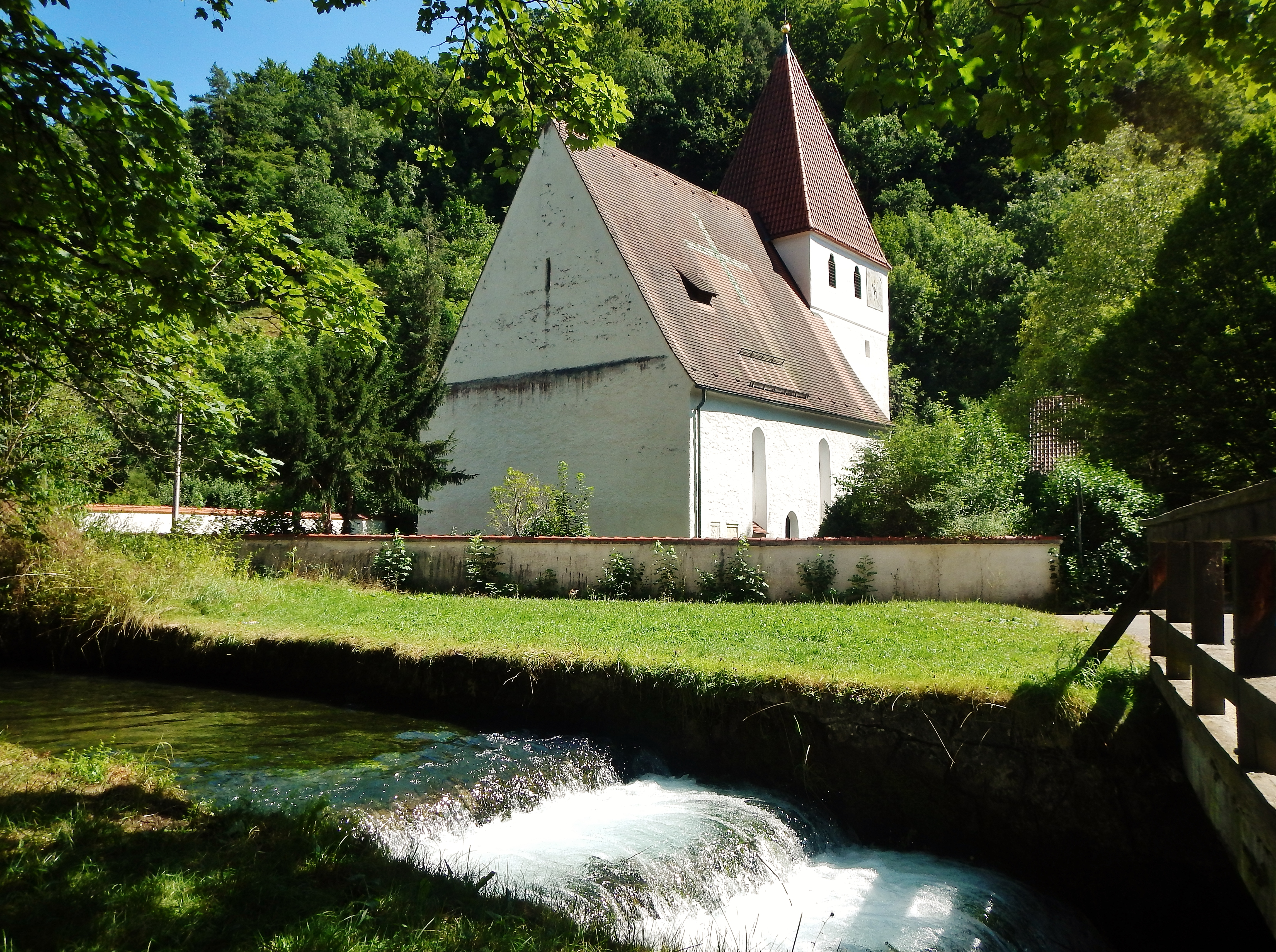
Unserer Lieben Frau in Lautern

Die evangelische Filialkirche Unserer Lieben Frau steht in Lautern, einem Stadtteil von Blaustein im Alb-Donau-Kreis in Baden-Württemberg. Die Kirchengemeinde gehört zum Kirchenbezirk Blaubeuren in der Evangelischen Landeskirche in Württemberg. Das Bauwerk ist beim Landesamt für Denkmalpflege Baden-Württemberg als Baudenkmal eingetragen.

## Beschreibung

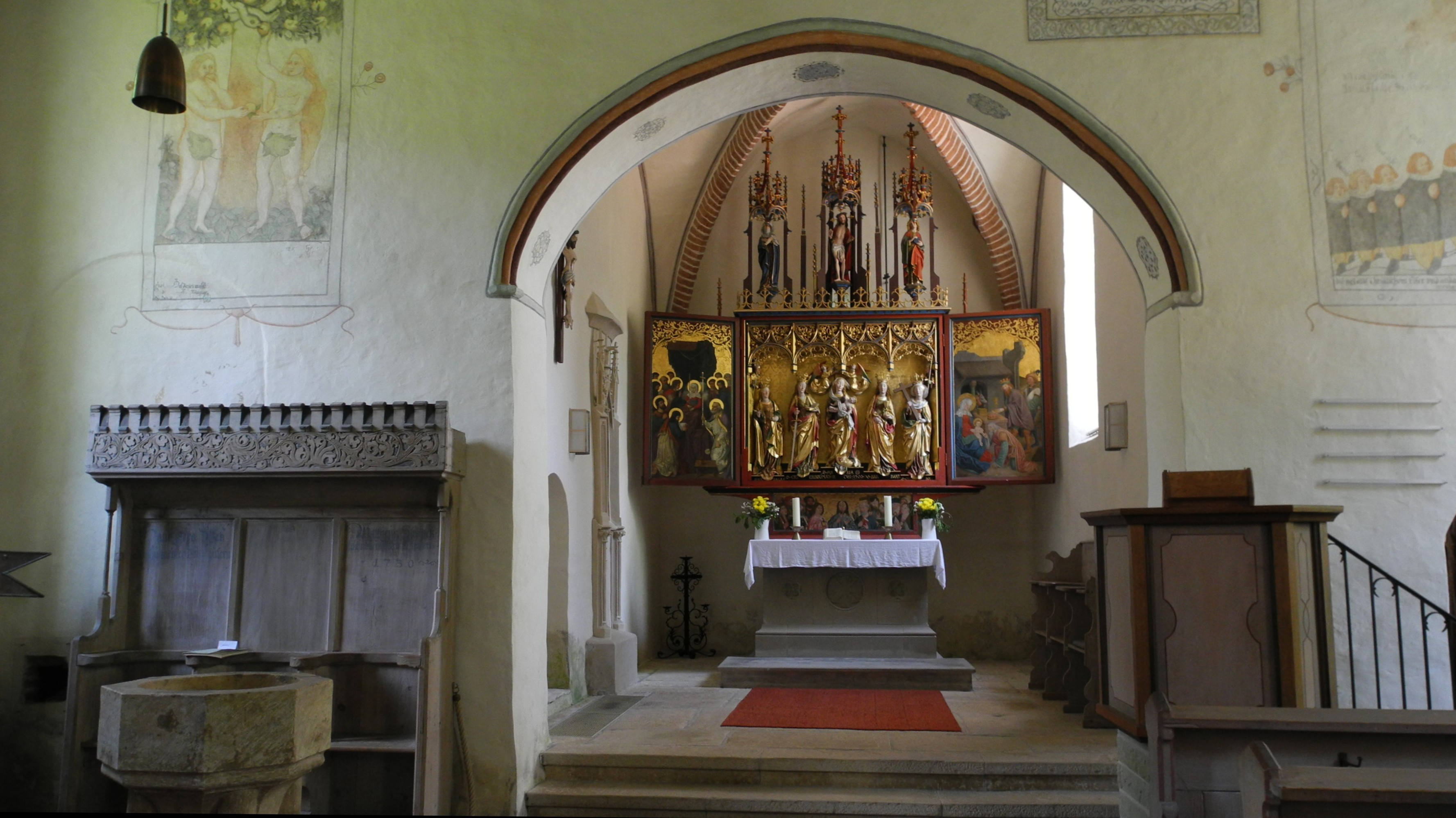
Innenansicht

Die Saalkirche besteht aus einem Langhaus und einem im Kern romanischen Chorturm im Osten, der später mit einem Geschoss, das die Turmuhr und den Glockenstuhl beherbergt, aufgestockt und mit einem spitzen Pyramidendach bedeckt wurde. 
Der Innenraum des Langhauses ist mit einer Kassettendecke überspannt, der des Chors, d. h. der des Erdgeschosses des Chorturms mit einem Kreuzrippengewölbe. Die Wandmalereien im Langhaus stammen aus der zweiten Hälfte des 15. Jahrhunderts. Auf der Brüstung der Empore im Westen sind die zwölf Apostel dargestellt. Zur Kirchenausstattung gehört ein von der Ulmer Schule gebauter Flügelaltar von 1509, dessen Seitenteile verschollen sind. Die heutige Orgel wurde 1960 von der Giengener Orgelmanufaktur Gebr. Link errichtet.